# Palacio de Godoy (Cáceres)
No debe confundirse con los palacios homónimos de Aranjuez, Badajoz, Madrid y Villaviciosa de Odón.
El Palacio de Godoy es un edificio de estilo renacentista situado en el recinto monumental de la ciudad de Cáceres (Extremadura, España), en la calle de Godoy, frente a la plaza de Santiago.

## Descripción
Se trata de un sólido palacio renacentista edificado extramuros de la ciudad medieval.
La fachada principal cuenta con una gran portada de arco de medio punto de dovelas suavemente alargadas y almohadilladas, flanqueada por las armas de Godoy, Aldana y alianzas, y presidida por otro escudo algo mayor con armas de Godoy, Aldana, Mayoralgo y Figueroa. A los lados sendas pilastras sobre plinto encuadran el arco, protegido en la parte superior por un sencillo entablamento. La fachada está construida de amplios lienzos de mampuesto con sillería en la portada, las esquinas y los numerosos vanos adintelados que se abren en ella. En la cornisa superior se jalonan las gárgolas.
Posee dos torres; la principal, sobre la calle Camberos, cuenta con un esbelto balcón de esquina entre finas columnas compuestas y adosadas, trazado por Pedro Marquina en 1563; sobre él que se eleva un frontón partido en el que destaca un busto decorativo en altorrelieve y sobre un angelote, las armas de la familia. Se trata de un magnífico escudo que se encuentra en la parte superior con las armas partidas de Godoy, en diestra, y Aldana, rematado por yelmo de frente con lambrequines y un león por cimera; todo él con profusa decoración de grutesco: figuras vegetales y antropomorfas, angelotes, dragones y cabezas de carnero.

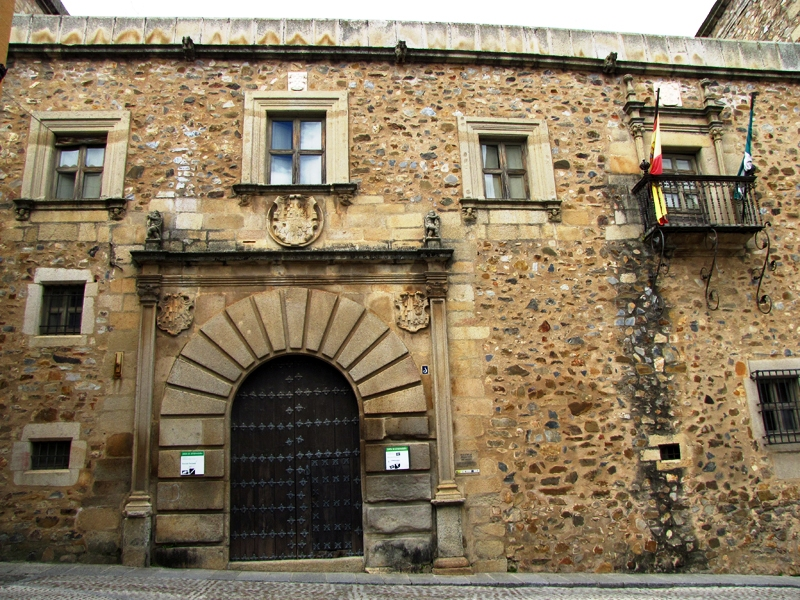
Fachada principal del palacio.

El interior se organiza en torno a su patio central, obra encargada a Juan Díaz Periáñez en 1634 y decorado con piedras armeras de Godoy y Aldana. Posee planta cuadrada en dos alturas: el primer piso con columnas toscanas y arcos de medio punto; balaustrada con columnas jónicas y arcos escarzanos en el segundo, ambas con galerías abovedadas. En la parte baja capilla, cocina y acceso a las caballerizas y escaleras y en la alta salones de techos artesonados y dormitorios.

## Historia
Su construcción fue ordenada en 1548 por Francisco de Godoy Aldana, militar español que acompañó en la conquista del Perú a Francisco Pizarro y posteriormente llegó a ser Gobernador de la Ciudad de Los Reyes (actual Lima). Amasó una gran fortuna, siendo de los conquistadores que sobrevivieron y pudieron volver a su tierra ricos y respetados. A su vuelta a Cáceres en 1545 casó con Leonor de Ulloa Ovando.
 

Francisco y Leonor hicieron levantar frente a la iglesia de Santiago el palacio de su apellido. Sin embargo, ninguno de los dos llegó a verlo terminado y fueron sus descendientes quienes completaron la obra en el siglo siguiente.

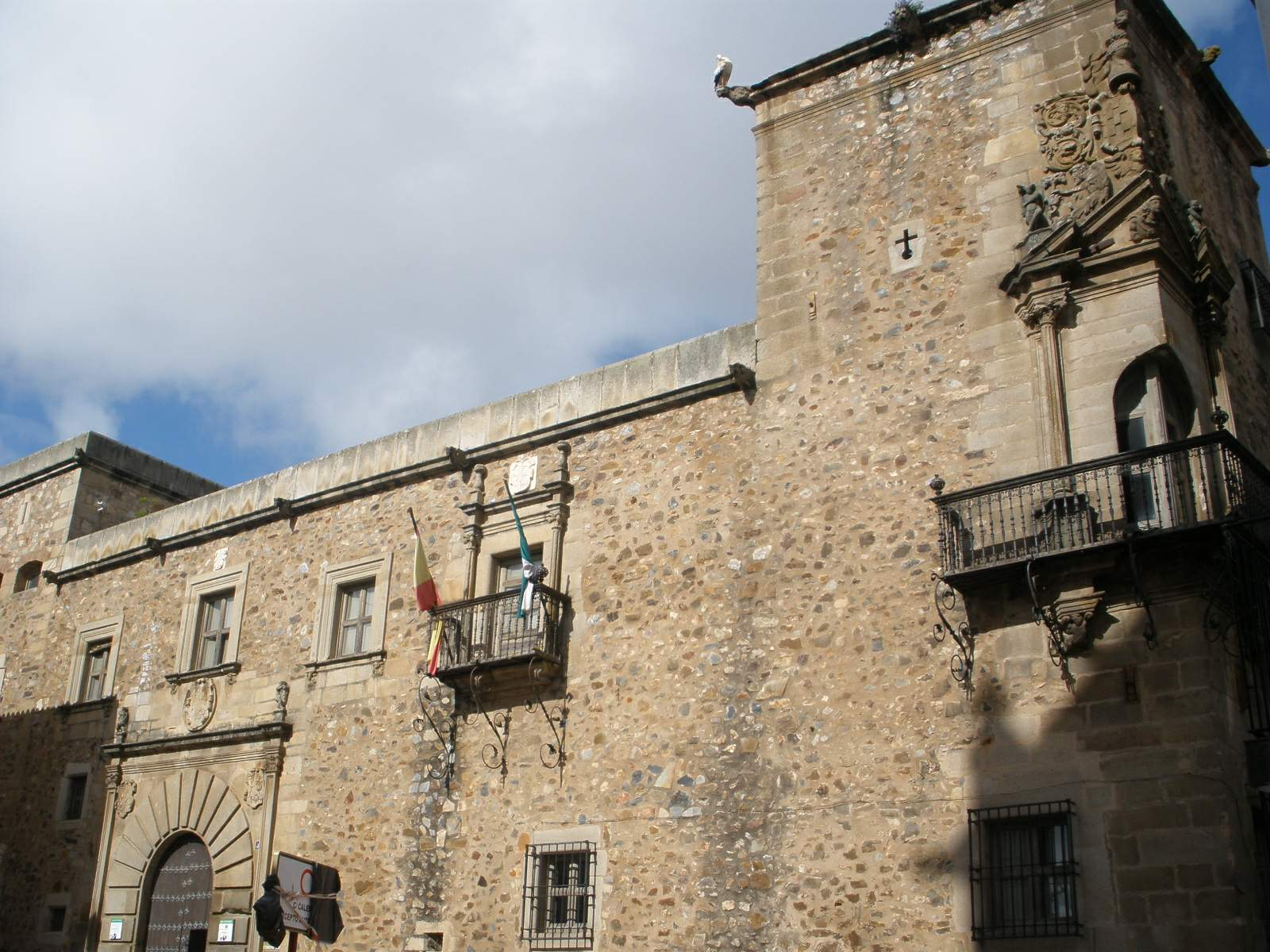
Fachada, torres y balcón de esquina.

El palacio perteneció a los Godoy por generaciones, pasando luego a los Roco de Godoy, por lo que también se conoció como casa de Roco, y por último recayó en los Carvajal. Sus últimos herederos fueron los marqueses de Camarena, quienes decidieron venderlo al Círculo de la Concordia a finales del siglo XIX, pasando a ser casino de la ciudad. En 1862 se celebró en él la primera asamblea del Círculo, el club más antiguo de Cáceres.

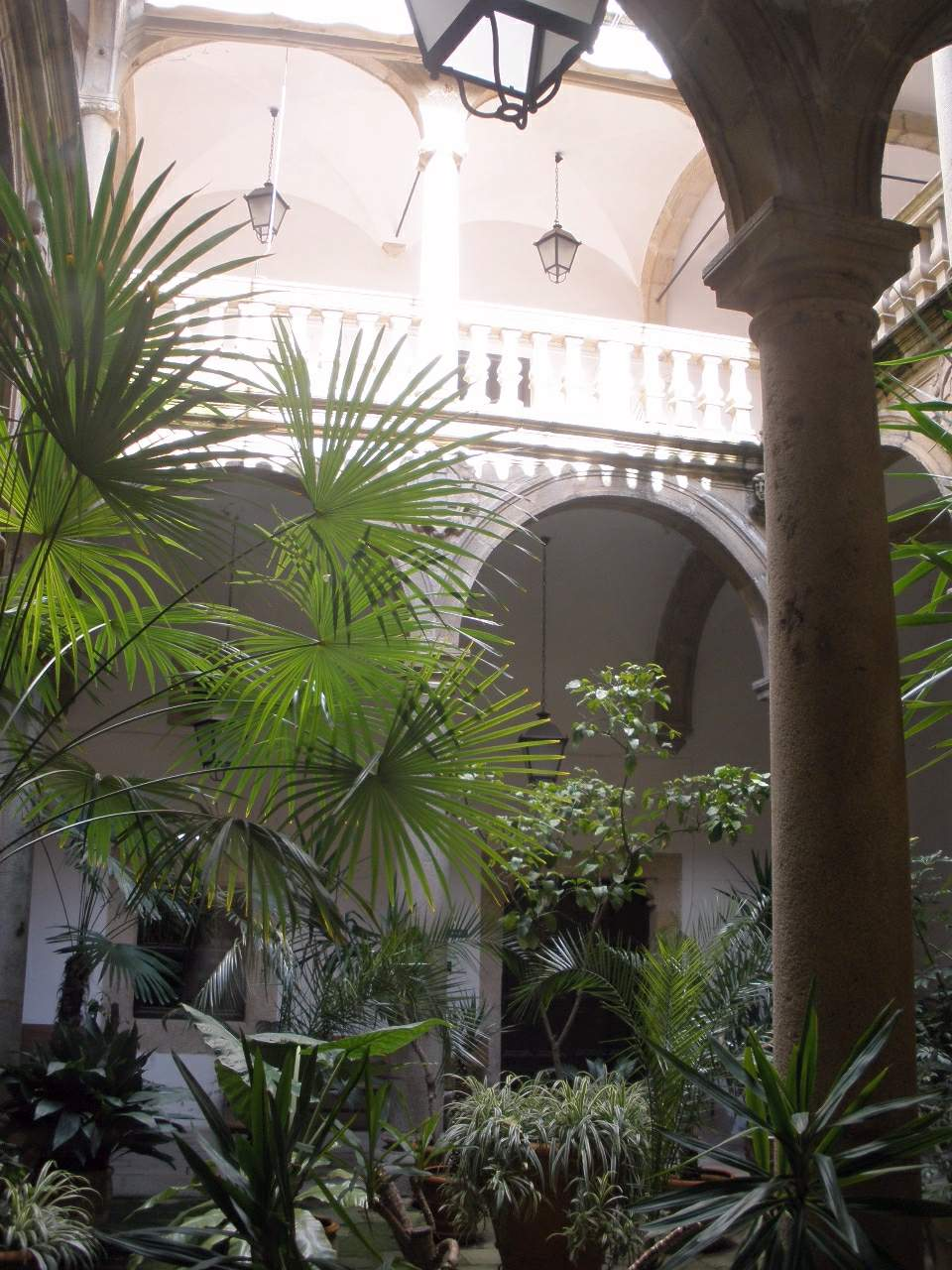
Patio central de columnas del palacio antes de la reforma.

Posteriormente, desde 1943 hasta 1973, se transformó en la maternidad conocida como Casa de la Madre.
Después sirvió también durante unos años de colegio menor o residencia para niñas procedentes de las Hurdes, vinculado al Instituto de Asistencia Social.
En la actualidad está destinado a uso civil, habiendo sido durante años la sede del Servicio Territorial de la Consejería de Educación y Juventud de la Junta de Extremadura.
Desde 2023 el edificio fue objeto de una reforma completa; la Junta de Extremadura lo cedió para la instalación de un hotel de la cadena Hilton que abre sus puertas en julio de 2025. Cuenta con numerosas habitaciones, salones, terraza, piscina cubierta, spa, gimnasio, amplio jardín, bar y restaurante.